# Ламберт, Шейла
Шейла Моник Ламберт (англ. Sheila Monique Lambert; родилась 21 июля 1980 года, Сиэтл, штат Вашингтон, США) — американская профессиональная баскетболистка, выступавшая в женской национальной баскетбольной ассоциации. Была выбрана на драфте ВНБА 2002 года в первом раунде под общим седьмым номером командой «Шарлотт Стинг». Играла в амплуа разыгрывающего защитника.

## Ранние годы
Шейла Ламберт родилась 21 июля 1980 года в Сиэтле, самом крупном городе штата Вашингтон, дочь Робин Миллер, у неё есть старший брат, Дэвид, и младшая сестра, Лиа, а училась она там же в средней школе Чиф-Силт, где выступала за местную баскетбольную команду.